# Gandaritis coreana
Gandaritis coreana là một loài bướm đêm trong họ Geometridae.